# 2時のチャイハネ
『2時のチャイハネ』（にじのちゃいはね）は、2005年4月4日から2006年3月17日まで東北放送（TBCテレビ）で月曜日から金曜日の14:00 - 14:54に放送されていた宮城県ローカルの情報バラエティ番組。

## 概要
東北放送のキー局・TBSテレビが2005年4月の番組改編で、平日の生ワイド番組を大幅にリニューアルしたのに伴い、それまで放送されていた『ジャスト』の後継番組がTBSではドラマなどの再放送枠になったため、東北放送がローカルバラエティ番組枠を『体感TVぐらまらす』や『発見☆ぐらッチェ』が放送されていた木曜19時枠から平日14時枠に移動する形でスタートした。54分という短い枠内に宮城県の様々な情報が凝縮されていた。なお、題名にある「チャイハネ」はトルコ語で「喫茶店」の意。
この時間の番組では珍しくスポーツの話題（仙台に本拠地を置くチーム）を多く伝えており、プロ野球シーズン中、東北楽天ゴールデンイーグルスの試合がフルキャストスタジアム宮城である日には生中継を行い（毎試合ではない）、選手・コーチとのインタビューを行っていた。
2006年4月開始のTBSが制作する情報番組『2時ピタッ!』を放送するため、1年で終了した。

## 放送日時
- 月曜日 - 金曜日 14:00 - 14:54（JST）

## 出演

### MC
- わたべみさこ
- 佐々木淳吾
- きぬ

### その他
- 安藤智夏
- 荻原明香
- 佐藤明子
- さとう千日
- 鈴木ひろし
- 千葉マサト
- 安東理紗
- 大井健郎（スーパーベガルタのコーナー担当）
- 守屋周（スーパーベガルタのコーナー担当）
- 山本義幸（スーパーベガルタのコーナー担当）
- 松尾武（東北楽天ゴールデンイーグルス関係コーナー担当）
- 三橋泰介（スポーツ関連コーナー担当）

## 主なコーナー
- 今日の一番ダシ!
- チャイハネのススメ
- 日替わりコーナー（途中河北新報ニュースを挟む）
  - ザ・ニュースペーパーの週刊記者会見（不定期）&スーパーベガルタ（月曜）
  - 昼下がりのスウィーツ&中継コーナー（火曜）
  - 対決!ワタナベ道場&中継コーナー（水曜）
  - チャイハネのススメ&ホストJの熱唱女塾（木曜）
  - バイセップスパン高橋のみんなでPump Up&バーチャル大胆予想　今夜の楽天!・チャイスポ!（金曜）
- タロット占い
- みやぎほのぼの散歩
- きぬの屋上天気
- 今夜の兄ちゃいな

## エピソード
- 2005年夏頃から、フルキャストスタジアム宮城からの中継では、松尾アナウンサーと東北楽天ゴールデンイーグルスの非公認マスコットキャラクター、Mr.カラスコとの対決が恒例となっていた。中継コーナーの最後でMr.カラスコが後ろから邪魔をしたのをきっかけで、ついにはTBCテレビが中継する東北楽天ゴールデンイーグルス戦の放送告知でも“共演”することとなった。
- また、わたべも楽天対阪神タイガース・広島東洋カープ戦の放送告知に出演。告知の最後で「バースは出ないの？」、「衣笠はいないの？」とボケをかましていた。
- 2005年夏の総選挙期間中はザ・ニュースペーパーの週間記者会見のコーナーが一時的に放送休止となった。このコーナーはザ・ニュースペーパーの松下アキラが小泉首相に扮し、世界から宮城県内の話題に対し独特の口調で“風刺”する人気コーナーである。選挙中はザ・ニュースペーパーの他のメンバーが出演したが、選挙で与党が勝利した直後に松下が登場した際には視聴者から復帰を喜ぶメールが寄せられたという。
- 2005年8月16日、宮城地震が発生、当日はJNN報道特別番組をネットしたため、本番組は休止された。
- 日替わりコーナーで存在していた「スーパーベガルタ」のタイトルは、当番組終了後『ウォッチン!みやぎ』内のスポーツニュース（ベガルタ仙台の話題）で使用された。

| 東北放送（TBCテレビ） 平日14時台 | 東北放送（TBCテレビ） 平日14時台 | 東北放送（TBCテレビ） 平日14時台 |
| 前番組                           | 番組名                           | 次番組                           |
| -------------------------------- | -------------------------------- | -------------------------------- |
| ジャスト ※14:00 - 15:50          | 2時のチャイハネ                  | 2時ピタッ! ※14:00 - 14:55        |